# Nevers

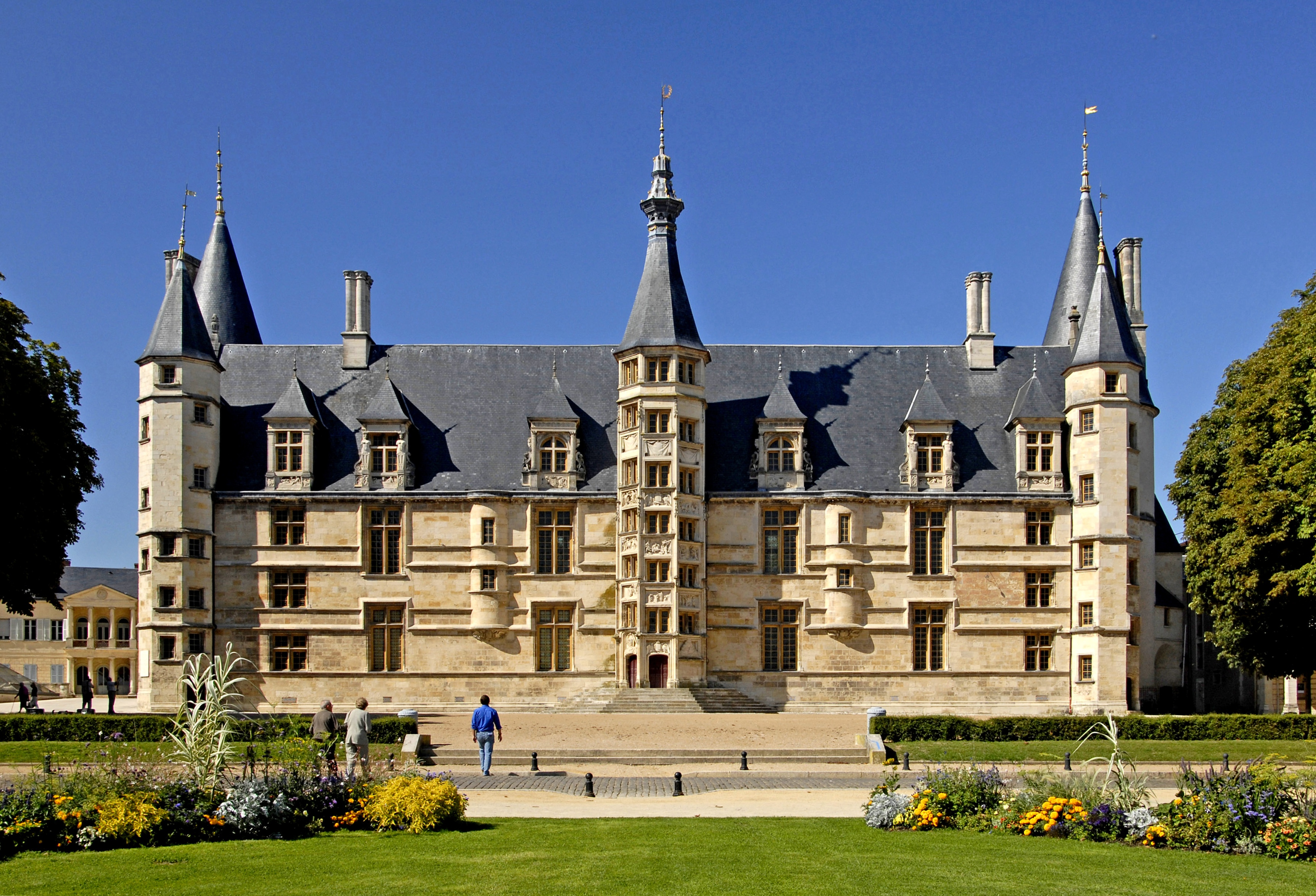
Palácio Ducal de Nevers

Nevers é uma comuna francesa na região administrativa de Borgonha-Franco-Condado, no departamento Nièvre. Nevers fica a 260 km ao sul-sudeste de Paris.

## História
Novioduno (em latim: Noviodunum) foi o nome mais antigo de Nevers, alterado posteriormente para Nebirno (em latim: Nebirnum). A quantidade de medalhas e outras antiguidades romanas encontradas no local indicam a sua importância na época em que César instalou ali seus depósitos de cereais, dinheiro e prisioneiros. Em 52 a.C. foi a primeira localidade tomada pelos éduos revoltosos. Tornou-se a sede de um bispado no final do século V. O condado data do início do século X. Os cidadãos de Nevers conseguiram títulos de propriedade para a cidade em 1194 e 1231. Por um breve período do século XIV a cidade foi sede de uma universidade, transferida de Orleães, para onde foi depois re-transferida.

## Geografia
Nevers fica nas encostas de uma colina às margens direitas do Rio Loire, na sua confluência com o rio Nièvre.

## Atrações
Estreitas vielas recurvadas saem do cais atravessando a cidade e dispõem de inúmeras casas antigas dos séculos XIV ao XVII.
Entre as construções eclesiásticas a mais importante é a catedral de Saint-Cyr-et-Sainte-Julitte, dedicada a Santa Julita e São Ciro, e que é uma cobinação de dois edifícios e possui duas ábsides. a ábside a oeste é a remanescente de uma igreja romanesca, enquanto a nave e a ábside leste já são no estilo gótico e pertencem ao século XIV.  Não há um transepto na parte oriental. A porta lateral ao sul pertence ao sećulo XV e a maciça torre elaboradamente decorada que surge ao seu lado data do início do século XVI.
A igreja de Saint Etienne é um exemplo de estilo romanesco da Auvérnia com sua característica disposição da ábside com três capelas irradiadas. Ela foi consacrada no final do século IX e fazia parte do priorado afiliado a Cluny. O palácio ducal de Nevers (agora ocupado pelas cortes de justiça e um importante museu de cerâmica) foi construído nos séculos XV e XVI, sendo um dos principais edifícios medievais da França central. A fachada é flanqueada por torretes e uma torre redonda em cada extremidade. A torre central, contendo as grandes escadarias, tem as janelas adornadas por esculturas relaciodas a história da Casa de Cleves por quem a maior parte do palácio foi construída.
Em frente ao palácio fica um vasto espaço aberto com uma bela vista sobre o vale do Loire. A Porte du Croux, uma torre quadrada ladeada por torretes, datada do século XIV, está entre os remanescentes de antigas fortificações e hoje contém uma coleção de esculturas e antiguidades romanas.
Um arco do triunfo do século XVIII, comemorando a vitória de Fontenoy, e o Hotel de Ville, uma construção moderna que inclui uma biblioteca são também de algum interesse. O Loire pode ser cruzado através de uma moderna ponte de pedra ou por uma ponte ferroviária de ferro.

## Economia
Nevers é sede de um bispado, de tribunais de primeira instância e de comércio, e de uma corde de assizes, além de ter uma câmara de comércio e uma sucursal do Banco da França. Suas instituições de ensino incluem um liceu, um colégio profissionalizante para professoras, seminários eclesiásticos e uma escola de artes. A cidade tem manufaturas de porcelana, implementos agrícolas, fertilizantes químicos, cola, aquecedores e bens de ferro, botas e sapatos, e vestimentas de pele. Tem também distilarias, curtumes e tinturarias. O comércio de ferro e aço, madeira, vinho, grãos, gado, lama hidráulica, caulim e giz para a manufatura de faiança também estão presentes na região.

## Educação
- Institut supérieur de l'automobile et des transports

## Religiosidade

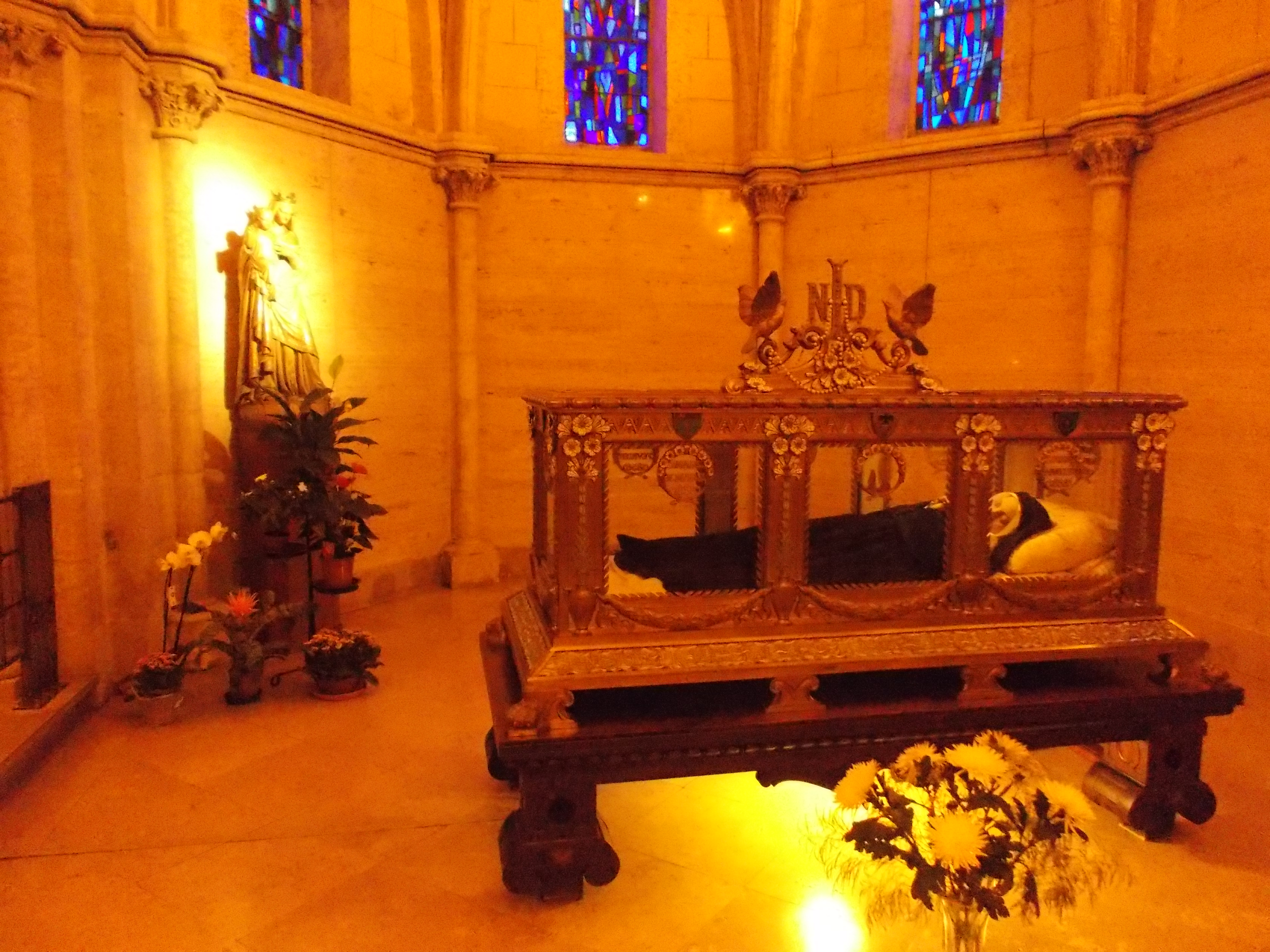
O corpo incorrupto de Santa Bernardete, vidente de Nossa Senhora de Lourdes, na capela do Convento de de Saint-Gildard.

Em Nevers encontra-se o Convento de Saint-Gildard, o qual foi escolhido pela menina que assistiu às aparições de Nossa Senhora em Lourdes para seguir a sua vida religiosa. É um ponto obrigatório na visita à cidade, tendo em conta que Santa Bernadette Soubirous ainda pode ser vista, numa urna de ouro e cristal, dado o seu corpo encontrar-se incorrupto.

## Miscelânea
Nevers foi o local de nascimento do revolucionário Pierre Gaspard Chaumette (1763-1794).
O circuito de Fórmula 1 de Magny-Cours fica nos entornos da cidade de Nevers.
Pierre Bérégovoy, ex-premiê, cometeu suicidio em 1 de Maio de 1993 em Nevers.